# Баневиці
Баневиці (пол. Baniewice) — село в Польщі, у гміні Бане Грифінського повіту Західнопоморського воєводства.
Населення — 521 особа (2011).
У 1975-1998 роках село належало до Щецинського воєводства.

## Демографія
Демографічна структура станом на 31 березня 2011 року:
|          | Загалом | Допрацездатний вік | Працездатний вік | Постпрацездатний вік |
| -------- | ------- | ------------------ | ---------------- | -------------------- |
| Чоловіки | 259     | 52                 | 183              | 24                   |
| Жінки    | 262     | 54                 | 146              | 62                   |
| Разом    | 521     | 106                | 329              | 86                   |